# تشارلز تراوري
تشارلز تراوري (بالفرنسية: Charles Traoré)‏ (1 يناير 1992 بأولنيه سو بوا في فرنسا - ) هو لاعب كرة قدم فرنسي في مركز الدفاع، شارك في كأس الأمم الأفريقية 2017. ولعب مع نادي تروا.

## وصلات خارجية
- تشارلز تراوري على موقع الاتحاد الأوربي (الإنجليزية)
- تشارلز تراوري على موقع رابطة كرة القدم الفرنسية للمحترفين (الإنجليزية)
- تشارلز تراوري على موقع قاعدة بيانات كرة القدم.إي يو (الإنجليزية)
- تشارلز تراوري على موقع ليكيب (الفرنسية)
- تشارلز تراوري على موقع ناشيونال فوتبول تيمز (الإنجليزية)
- تشارلز تراوري على موقع Soccerway.com (الإنجليزية)
- تشارلز تراوري على موقع عالم كرة القدم.نت (الإنجليزية)
- تشارلز تراوري على موقع AS.com (الإسبانية)